# Heterothele
Heterothele és un gènere d'aranyes de la família dels terafòsids. Va ser descrit per primera vegada en 1879 per Karsch. El 2017 el gènere contenia 11 espècies (10 a Àfrica i una a l'Argentina (H. caudícules)).

## Taxonomia
- Heterothele affinis Laurent, 1946
- Heterothele atropha Simon, 1907
- Heterothele caudicula (Simon, 1886)
- Heterothele darcheni (Benoit, 1966)
- Heterothele decemnotata (Simon, 1891)
- Heterothele gabonensis (Lucas, 1858)
- Heterothele honesta Karsch, 1879
- Heterothele hullwilliamsi Smith, 1990
- Heterothele ogbunikia Smith, 1990
- Heterothele spinipes Pocock, 1897
- Heterothele villosella Strand, 1907